# Wolfgang Ehrl
Wolfgang Ehrl (* 4. März 1912 in München; † 11. Juni 1980 ebenda), genannt „Bubi“, war einer der erfolgreichsten deutschen Ringer in der Feder- und Leichtgewichtsklasse, der seine Erfolge in beiden Stilen (Freistil und griechisch-römischer Stil) errang.

## Werdegang
Wolfgang Ehrl gehörte bereits mit 20 Jahren zu den besten deutschen Ringern in der Federgewichts- und später in der Leichtgewichtsklasse. Er war in beiden Stilarten, griechisch-römisch und Freistil, erfolgreich. Er war Mitglied der Münchner Sportvereinigung (MSV). Von Beruf war Wolfgang Ehrl Metzger. Auf der internationalen Matte war er von 1932 bis 1936 ständig für Deutschland im Einsatz. Nach 1936 wurde er vor dem Beginn des Zweiten Weltkrieges zwar noch in vielen Länderkämpfen, aber bei keinen internationalen Meisterschaften mehr eingesetzt. Allerdings fanden schon 1938 im freien Stil keine Europameisterschaften mehr statt. Nach dem Zweiten Weltkrieg gehörte Wolfgang Ehrl immer noch zu den besten deutschen Ringern im Leichtgewicht. Er startete im Jahre 1951 mit 39 Jahren sogar noch einmal bei der Weltmeisterschaft im freien Stil in Helsinki und belegte dort einen ehrenvollen 5. Platz.
1952 zwangen wirtschaftliche Gründe Wolfgang Ehrl zu den Berufsringern überzutreten. Für dieses Metier war er eigentlich zu leicht, konnte aber trotzdem wegen seines hervorragenden technischen Könnens einige Erfolge erzielen. Nach Beendigung seiner Profilaufbahn lebte Wolfgang Ehrl in München und machte sich als Trainer des Nachwuchses beim MSV München-Ost verdient.

## Internationale Erfolge
- 1932 Olympische Spiele Los Angeles im Federgewicht des griech.-röm. Stils. Ehrl besiegte seine fünf Gegner, darunter auch den späteren Olympiasieger Giovanni Gozzi, Italien und Lauri Koskela, Finnland, nach Punkten, musste sich aber wegen des damals gültigen Wertungssystems mit der Silbermedaille begnügen;
- 1936 Olympische Spiele Berlin im Leichtgewicht, Freistil. Wolfgang Ehrl gewann erneut die Silbermedaille, wobei seine Punktniederlage gegen den späteren Olympiasieger Károly Kárpáti, Ungarn, knapp und umstritten war;
- 1933 Europameisterschaft Helsinki im Federgewicht, griech.-röm. Stil. 2. Platz (Silbermedaille), hinter Kustaa Pihlajamäki, Finnland u. vor Svend Martinsen, Norwegen;
- 1934 Europameisterschaft Stockholm im Leichtgewicht, Freistil. 1. Platz und Europameister vor Swansson, Schweden und Abraham Kurland, Dänemark;
- 1935 Europameisterschaft Kopenhagen im Leichtgewicht, griech.-röm. Stil. 3. Platz (Bronzemedaille), hinter Lauri Koskela, Finnland u. Abraham Kurland, Dänemark;
- 1935 Europameisterschaft Brüssel im Leichtgewicht, Freistil. 3. Platz (Bronzemedaille), hinter Károly Kárpáti, Ungarn u. Hermanni Pihlajamäki, Finnland;
- 1951 Weltmeisterschaft Helsinki im Leichtgewicht, Freistil. 5. Platz nach Niederlage gegen den späteren Weltmeister Olle Anderberg, Schweden

Die Kämpfe, die sich Ehrl in seiner langen Laufbahn mit Lauri Koskela, Finnland, Aarne Reini, Finnland, Kustaa Pihlajamäki, Finnland, Károly Kárpáti, Ungarn und den Deutschen Eduard Sperling, Dortmund, Fritz Weikart, Hörde, Heinrich Schwarzkopf, Koblenz, Heinrich Nettesheim, Köln, Sebastian Hering, München und Fritz Schäfer, Ludwigshafen am Rhein, lieferte waren immer Höhepunkt einer jeden Veranstaltung, weil Ehrl immer offensiv und draufgängerisch rang.

## Deutsche Meisterschaften
- 1931, 3. Platz, GR, Fe, hinter Sebastian Hering, Göppingen u. Fritz Maier, Dortmund,
- 1933, 2. Platz, GR, Fe, hinter Sebastian Hering, München u. vor Hans Wittwer, Dresden,
- 1934, 1. Platz, GR, Le, vor Heinrich Schwarzkopf, Koblenz u. Eduard Sperling, Dortmund,
- 1934, 2. Platz, F, Le, hinter Eduard Sperling u. vor Fritz Weikart, Dortmund-Hörde,
- 1935, 2. Platz, GR, Le, hinter Heinrich Schwarzkopf u. vor Heinrich Nettesheim, Köln,
- 1935, 1. Platz, F, Le, vor Heinrich Schwarzkopf u. Fritz Weikart, Hörde,
- 1936, 2. Platz, GR, Le, hinter Heinrich Nettesheim u. vor Heinrich Schwarzkopf,
- 1936, 2. Platz, F, We, hinter Josef Paar, Reichenhall u. vor Josef Lehner, Nürnberg,
- 1937, 2. Platz, F, Le, hinter Heinrich Nettesheim u. vor Sebastian Hering,
- 1938, 2. Platz, GR, Le, hinter Heinrich Nettesheim u. vor Rudi Reinhardt, Hohenlimburg,
- 1938, 2. Platz, F, We, hinter Heinrich Nettesheim u. vor Ewald Tauer, Neuaubing,
- 1944, 1. Platz, GR, Le, vor Walter Hahn, Stuttgart-Münster u. Siegmund Schweickert, Wiesental,
- 1948, 1. Platz, GR, Le, vor Sebastian Hering u. Rudi Reinhardt,
- 1949, 2. Platz, GR, Le, hinter Walter Hahn, Göppingen u. vor Georg Fink, Göppingen,
- 1949, 1. Platz, F, Le, vor Siegmund Bayer, Neuaubing u. Otto Hirsch, SC Armin München,
- 1950, 1. Platz, GR, Le, vor Jakob Kern, Dieburg u. Siegmund Bayer,
- 1950, 1. Platz, F, Le, vor Jakob Kern u. Heipel, Heidelberg,
- 1951, 1. Platz, F, Le, vor Siegmund Schweickert u. Lothar Martus, Kirrlach